# 新しい旅立ち (八田英士のアルバム)
『新しい旅立ち』は、1974年に発売された、八田英士の1枚目のオリジナルアルバムである。（トータルは3枚目である。）

## 概要
バストアップの6つ折りヌードポスター付
- 2022年3月時点、未CD 化。

## 収録曲
- A面

1. それぞれの秋
2. 若いふたり
3. いわし雲
4. ひとり旅
5. 淋しい街
6. 別れないでおくれ

- B面

1. 荒野のならず者
2. 恋は鳩のように
3. MY SUMMER SONG
4. 光なき夜明け
5. 太陽のあたる場所
6. 海のマリー